# Mike Malinin
Michael Theodore "Mike" Malinin, född 10 oktober 1967 i Washington D.C., är en amerikansk trummis. Han är medlem i rockbandet Goo Goo Dolls sedan 1995, då han ersatte George Tutuska. Hans fullständiga namn är Michael Theodore Malinin.

## Fotnoter
1. ↑  Freebase Data Dumps, Google.[källa från Wikidata]